# Беседы (Ленинский район)
Бесе́ды — село в Ленинском городском округе Московской области России.

## География
Находится недалеко от пересечения Бесединского шоссе и МКАД и примерно в 8 км к северо-востоку от центра города Видного. Ближайшие населённые пункты — город Дзержинский и село Мильково. Село стоит на правом берегу реки Москвы.

## История
Согласно археологическим данным первое поселение возникло на месте села ещё в середине I тысячелетия до н. э.
Топоним «Беседы» встречается довольно часто. Только в Московской области таких мест имеется три. О названии села повествует народная легенда. Накануне Куликовской битвы великий князь Дмитрий Донской получил известие об огромном Мамаевом войске, движущимся на Москву. После этого он решил на берегу реки Москвы раскинуть шатёр и собрать «беседу», то есть военный совет. Здесь князья и воеводы разработали план сражения, и осенью 1380 года разгромили ордынцев. Вернувшись в Москву, Дмитрий Донской распорядился на том месте, где он по весне собирал «беседу», в память о славной победе поставить церковь Рождества Христова. Село стало называться Беседы.

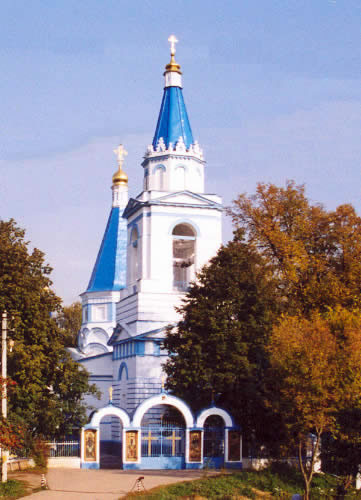
Церковь Рождества Христова

Достоверно время появления первого храма на этом месте неизвестно. Сведения о церкви Рождества Христова имеются с конца XVI века. Нынешняя каменная церковь была построена в 1598—1599 годах Годуновыми. Дмитрий Иванович Годунов получил село Беседы с прилежащими землями. В Пискарёвском летописце записано: «Да по челобитью же Дмитрея Ивановича Годунова поставлен храм камен Рожество Пресвятые Богородицы с пределы в вотчине его, в селе в Беседах, двенатцать вёрст от Москвы, вниз по Москве реке, да и плотину каменную зделал». Следов плотины теперь не видно — её скрыл Бесединский гидроузел и построенные в XIX веке шлюзы Московско-Окского водного пути.
С 1619 года село принадлежало боярина Дмитрию Тимофеевичу Трубецкому (главе Земского правительства в 1611—1613 годах). Согласно писцовым книгам, в селе Беседы церковь каменная «верх шатром, строенье вотчинниково, у церкви во дворе поп Иван Иванов, во дворе церковный дьячок Якушка Онисимов, во дворе пономарь Митрошка Иванов». Село в то время было небольшим и бедным. В вотчине «жены боярина князя Дмитрия Тимофеевича Трубецкого княгини Анны Васильевны, в селе был двор вотчинников», в котором жили деловые люди, двор скотный, двор прикащика, 7 дворов задворных и один двор крестьянский, людей в них 9 человек (в числе их конюх, пастух, рыболов и пчельник); «а владеет она княгиня Анна Васильевна тою вотчиною по жалованной грамоте 127 (1619) года». После смерти Анны Васильевны в 1646 году, спустя год после воцарения Алексея Михайловича, Беседы становятся дворцовым селом, как и соседние Борисово и Остров.
Село не имело важного значения. Оно было небольшим и стояло на бедных, не очень плодородных землях. Через Беседы проходил путь из Коломенского, где находился знаменитый дворец, в Остров — царскую резиденцию, лежащую в десяти километрах ниже по Москве-реке. Здесь были излюбленные места соколиной охоты, и пролегал путь в Николо-Угрешский монастырь. Алексей Михайлович посещал Остров, проезжая через Беседы, а иногда оставался в селе на службе. По свидетельству А. А. Мартынова в храме находилось царское место. Согласно Архиву московской дворцовой конторы, на период царствования Алексея Михайловича «Село Беседы, в нём церковь каменная во имя Христова Рождества. 4 двора церковных причетников. Двор садовника, двор бобыльской. К сему ж 7 деревень, а в селе и в деревнях 88 дворов крестьянских, 3 двора вдов на 7 людей в них тож. У них детей и братей и племянников и свойственников 256 человек. В живущем 10 вытей с повытью, без малой трети выти. Денежных доходов с крестьян 12 рублей, 12 алтын пол 5 денег. С оброчной статьи на обротчине 25 рублей, 20 алтын по пяти денег. Всего 38 рублей 1 деньга. Ямских и полиняничных 4 рубля 23 алтына 2 деньги. Столовых запасов: 11 баранов, 74 гуся. Новонакладных запасов: 50 метель, 25 голиков». «Государевы десятинной пашни 50 десятин в поле, а в дву по тому ж». В этом документе впервые упоминается «в селе Беседах пруд, а каков мерой и каких родов в нём рыба, того в писцовых книгах не написано». Пруд со святым источником около церкви сохранился до настоящего времени.
В 1765 году по именному указу императрицы Екатерины II село Беседы и соседнее с ним село Остров с приписанными к ним деревнями и присёлками, в которых было 1500 душ крестьян, пожалованы графу Алексею Григорьевичу Орлову-Чесменскому «в вечное и потомственное владение» в обмен на данные ранее вотчины в Серпуховском уезде.
В 1874—1877 годах в составе Москворецкой шлюзованной системы французами построен Бесединский гидроузел.
В советское время Беседы входили в состав совхоза имени Ленина. В Беседах имелось несколько молочно-товарных ферм, птицеферма, тепличное хозяйство, гараж сельхозтехники, конезавод. Село окружали многочисленные яблоневые сады и клубничные плантации (ныне отведённые под коттеджную застройку), принадлежащие совхозу имени Ленина. В совхозе работала значительная часть жителей. В 1920—1932, 1961—1972 и в 1983—1989 годах гидроузел проходил комплексную реконструкцию. В 1930-х годах он был переименован в гидроузел имени Трудкоммуны.
В настоящее время жители работают в совхозе имени Ленина, на предприятиях в посёлке Развилка и Москве.
До 2006 года село входило в Картинский сельский округ Ленинского района, а с 2006 до 2019 года в рамках организации местного самоуправления включалось в Развилковское сельское поселение Ленинского муниципального района.
С 2019 года входит в Ленинский городской округ.

## Население
| 2002 | 2006 | 2010 |
| ---- | ---- | ---- |
| 170  | ↘169 | ↗182 |

## Экономика
На территории села находится предприятие «Подводгазэнергосервис».
В селе создан крупный промышленный комплекс — Инновационно-промышленный комплекс (ИПК) «Беседы», на территории которого находятся ООО «Московский завод информационных автоматов», ООО «Страж-Лазер», склады и другие предприятия.
Активно ведётся коттеджное строительство. Есть несколько гостиниц, небольших продуктовых магазинов и точек автосервиса.

## Транспорт
Район обслуживается 897 маршрутом общественного транспорта (микроавтобусы, курсируют между улицей Нижние Поля московского района Марьино и домом 38 в посёлке Развилка Ленинского района Московской области). Остановки расположены вдоль Ленинской улицы.
Автобусы данного маршрута ходят примерно каждые 15 минут (бывают 10-минутные задержки), есть возможность оплатить проезд картой Стрелка.

## Спорт
На улице Московской располагается спортивная площадка с навесом. На площадке есть уличные тренажёры и стол для пинг-понга.

## Достопримечательности

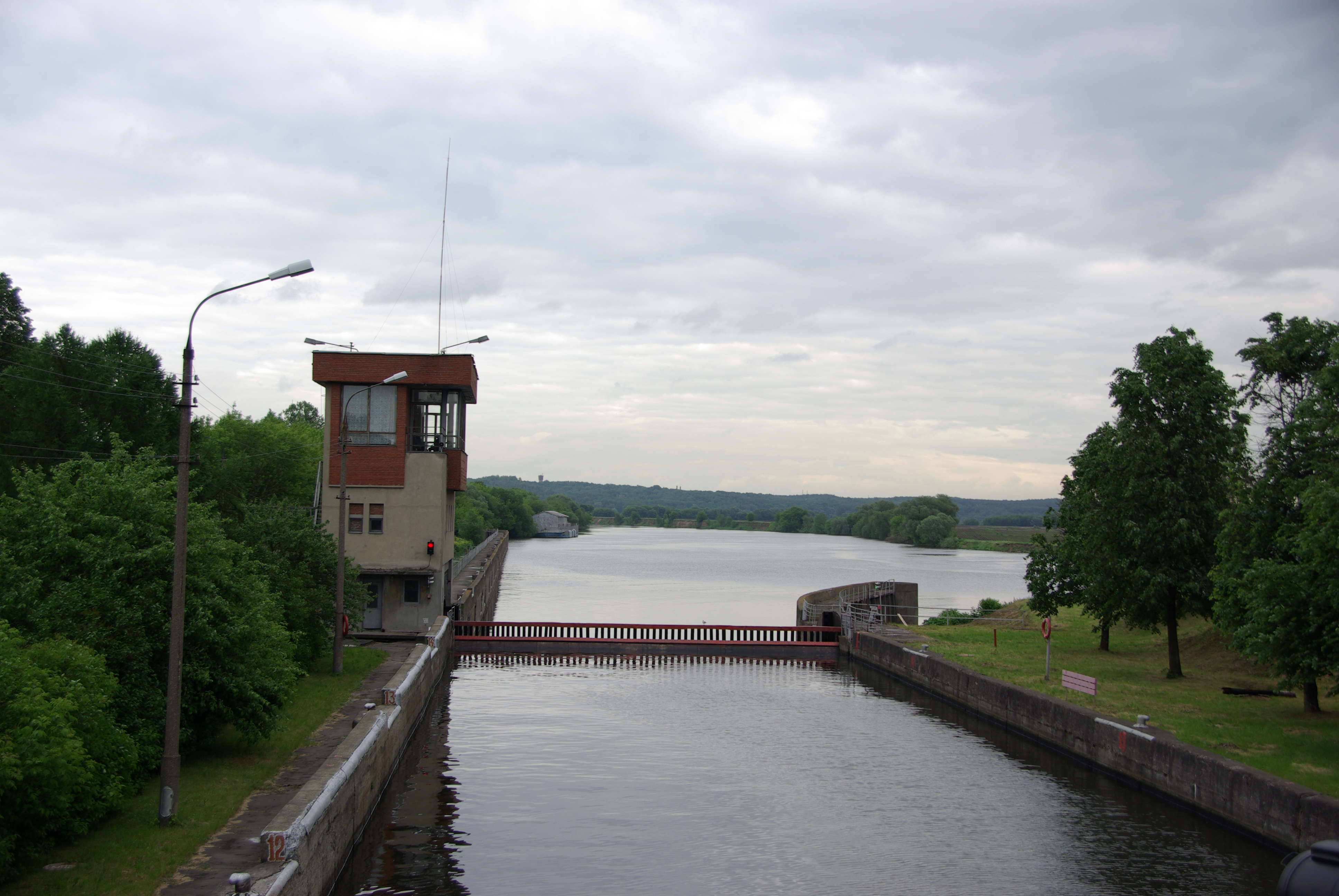
Шлюз Трудкоммуна

- Храм Рождества Христова в Беседах, построенный в 1598—1599 годах Годуновыми.

- Кирпичная надкладезная часовня, освящённая во имя пророка Илии, и купальня, построенные в начале 2000-х годов. Находятся рядом с храмом в овраге, на месте источника[3].
- Гидроузел Трудкоммуны на реке Москве (ранее назывался Бесединский гидроузел). Расположен с юга от города Дзержинский, ниже Бесединских мостов на МКАДе. Является вторым гидроузлом Москворецкой шлюзованной системы. В состав гидроузла входят водосливная плотина, судоходный шлюз и грузовая пристань «Беседы», где разгружаются баржи с песком и щебнем[9].